# Herz-Jesu-Kirche (Bocholt)

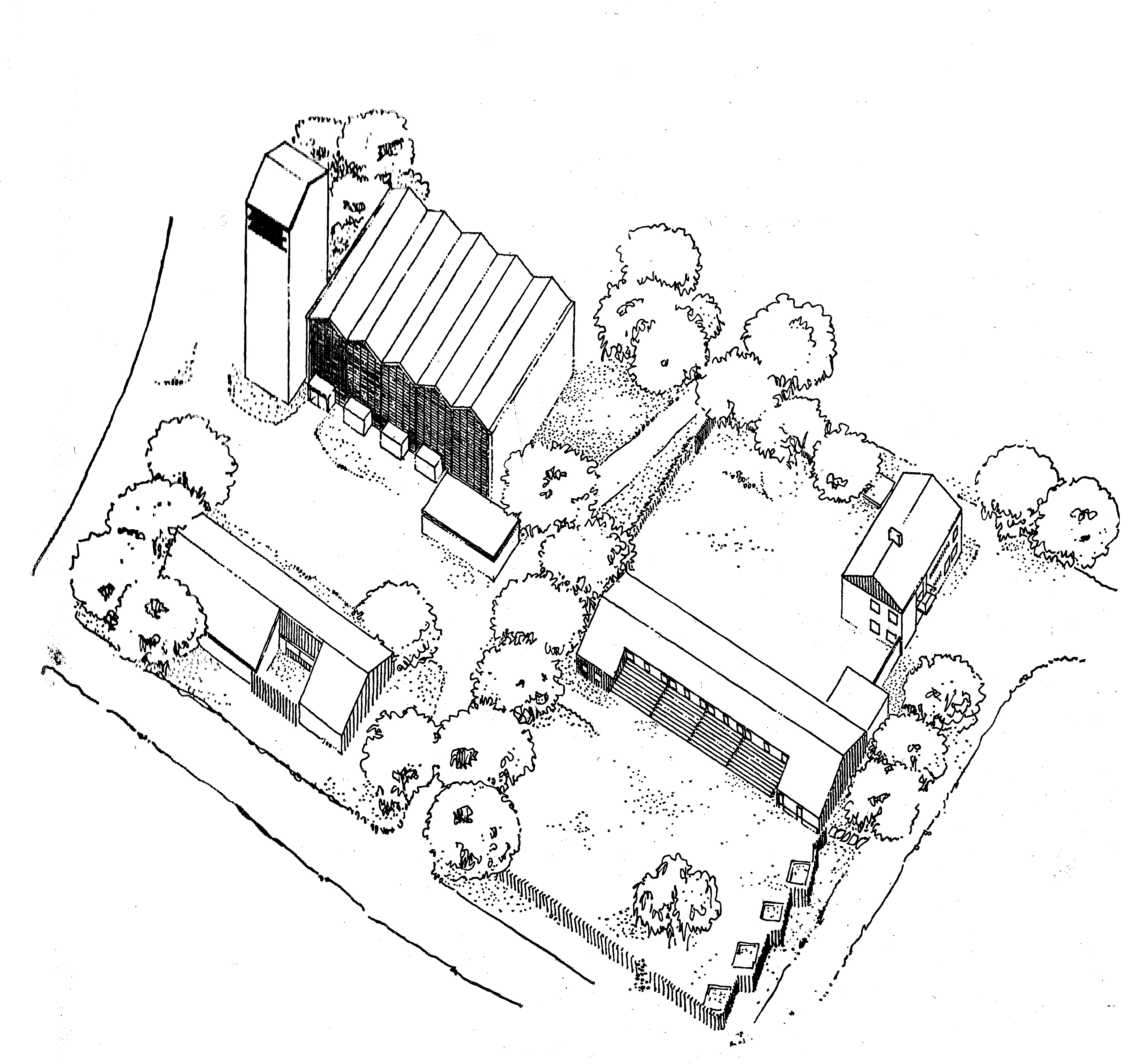
Isometrie aus dem Wettbewerbsentwurf (1957)

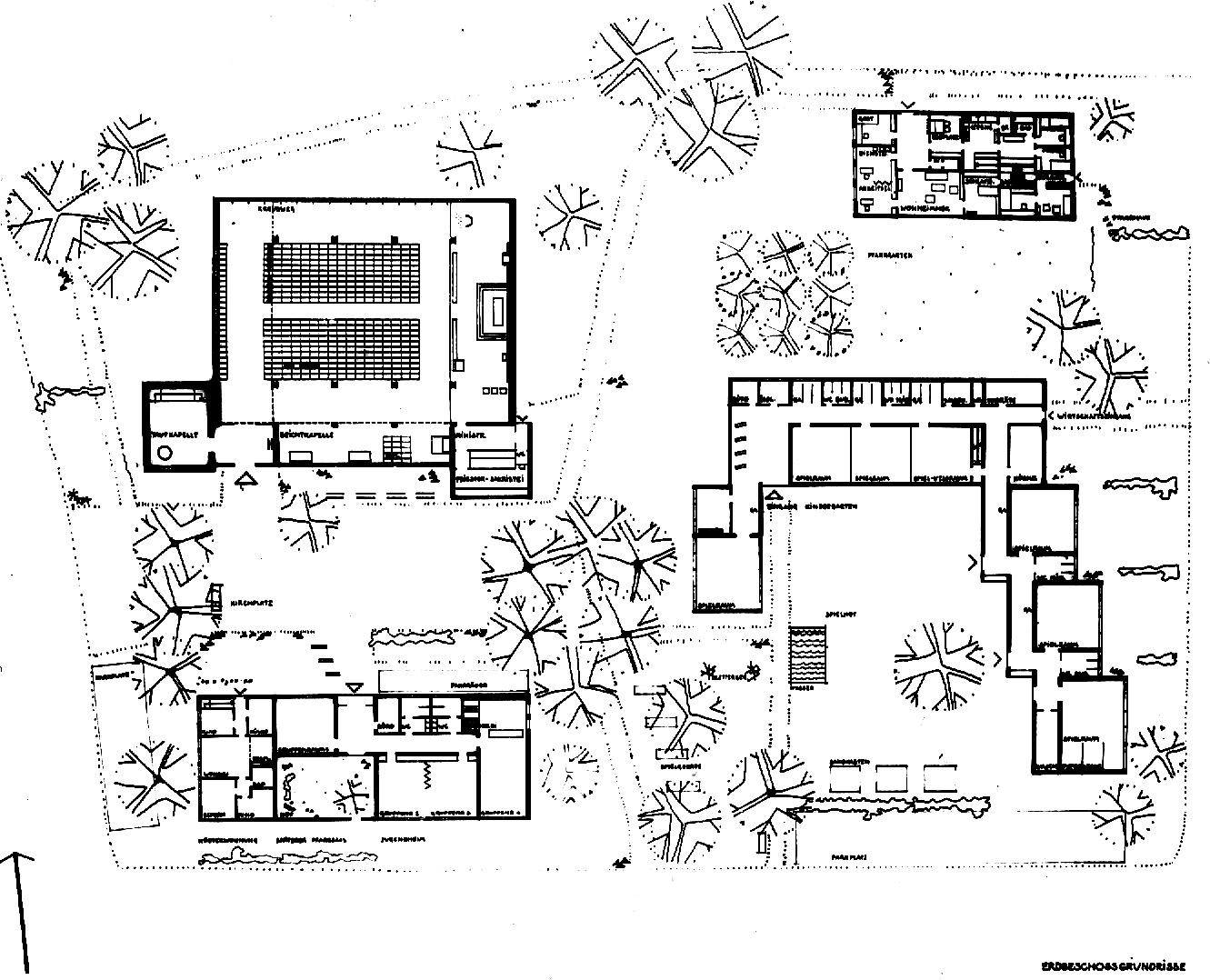
Grundriss der Erdgeschosse (1957)

Die Herz-Jesu-Kirche war eine katholische Pfarrkirche in Bocholt an der Klausenerstraße, die von 1959 bis 2020 bestand.

## Planungs- und Baugeschichte
In den 1950er Jahren erlebte die Stadt Bocholt einen starken wirtschaftlichen Aufschwung vor allem im Bereich der Metall- und Elektroindustrie, was unter anderem zur Entwicklung des neuen Wohngebiets Giethorst nordwestlich des Stadtzentrums führte. Zur Entlastung der ca. 10.000 Mitglieder zählenden Liebfrauen-Gemeinde planten Stadt und Kirchengemeinde ein neues Gemeindezentrum mit Kirche, Pfarrhaus, Gemeindehaus und Kindergarten, das südlich des gerade fertiggestellten Grundschulzentrums errichtet werden sollte. Mitinitiator war Clemens Dülmer, von 1934 bis 1964 Pfarrer von Liebfrauen, der als großer Herz-Jesu-Verehrer der Kirche den Namen gab, und nach dem später das Grundschulzentrum benannt wurde. Zur Realisierung wurde ein Architektenwettbewerb veranstaltet, in dem das Preisgericht im Juni 1957 dem Entwurf von Heinrich Bartmann (Mitarbeiter: Ulrich Behlen) den ersten Preis zuerkannte.
Baubeginn war im April 1959. Die Weihe erfolgte am 30. Oktober 1960 durch Weihbischof Heinrich Baaken. Die Baukosten betrugen 600.000 DM.

## Pfarrer und Kapläne
Quelle:

### Pfarrer
- 1962 - 1971 Heinrich Bollmann
- 1971 - 1978 Josef Upgang
- 1978 - 1985 Ulrich Zurkuhlen
- 1985 - 1996 Klaus-Peter Giersch
- 1996 - 2008 Norbert Weidemann

### Kapläne

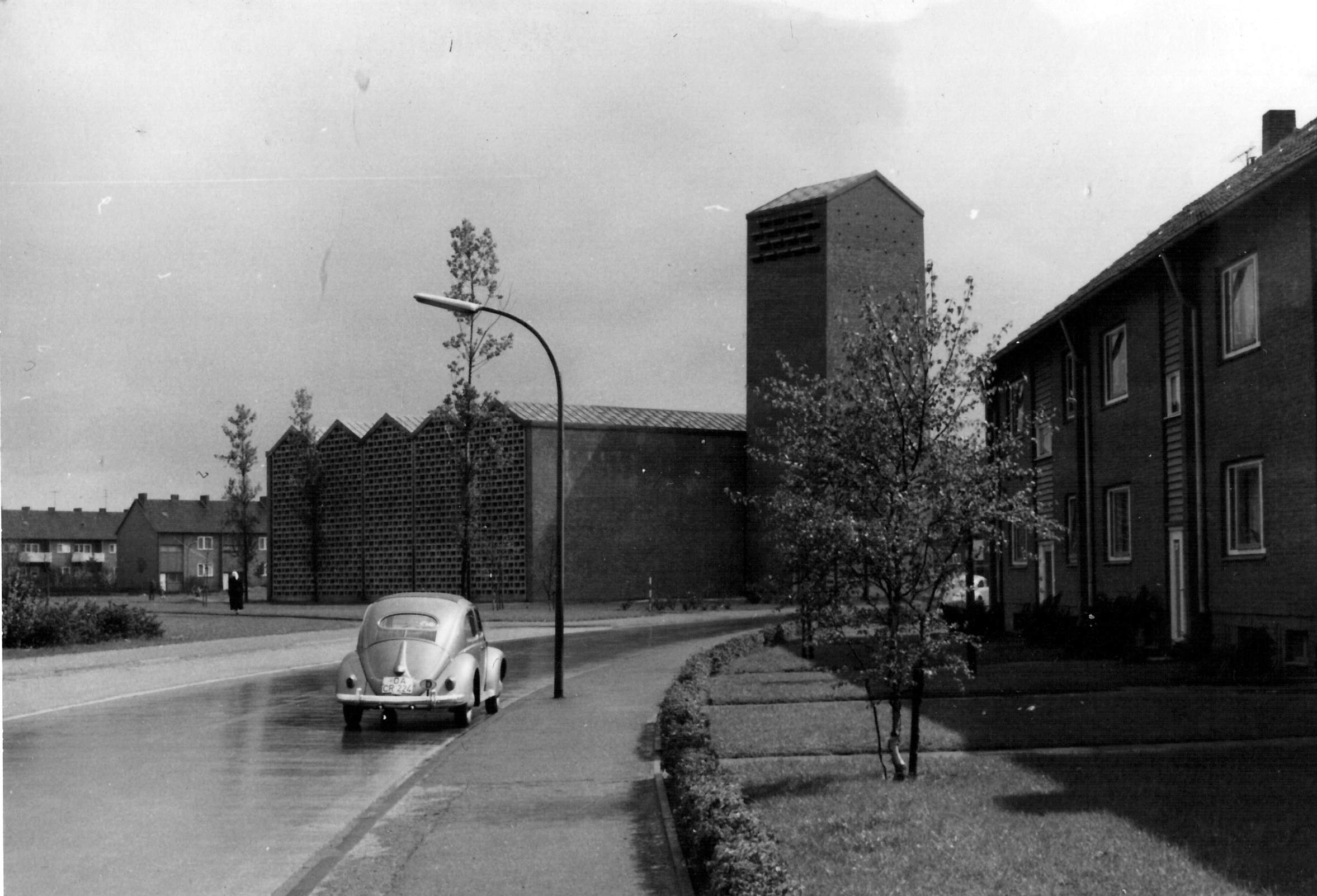
Ansicht von der Klausenerstraße (1960)

- 1964 - 1968 Jürgen Schmülling
- 1968 - 1972 Raimund Uhling
- 1972 - 1975 Dr. Hans Roer
- 1975 - 1978 Hans OverkämpingAnsicht von der Klausenerstraße (1960)

## Konzept und Ausgestaltung

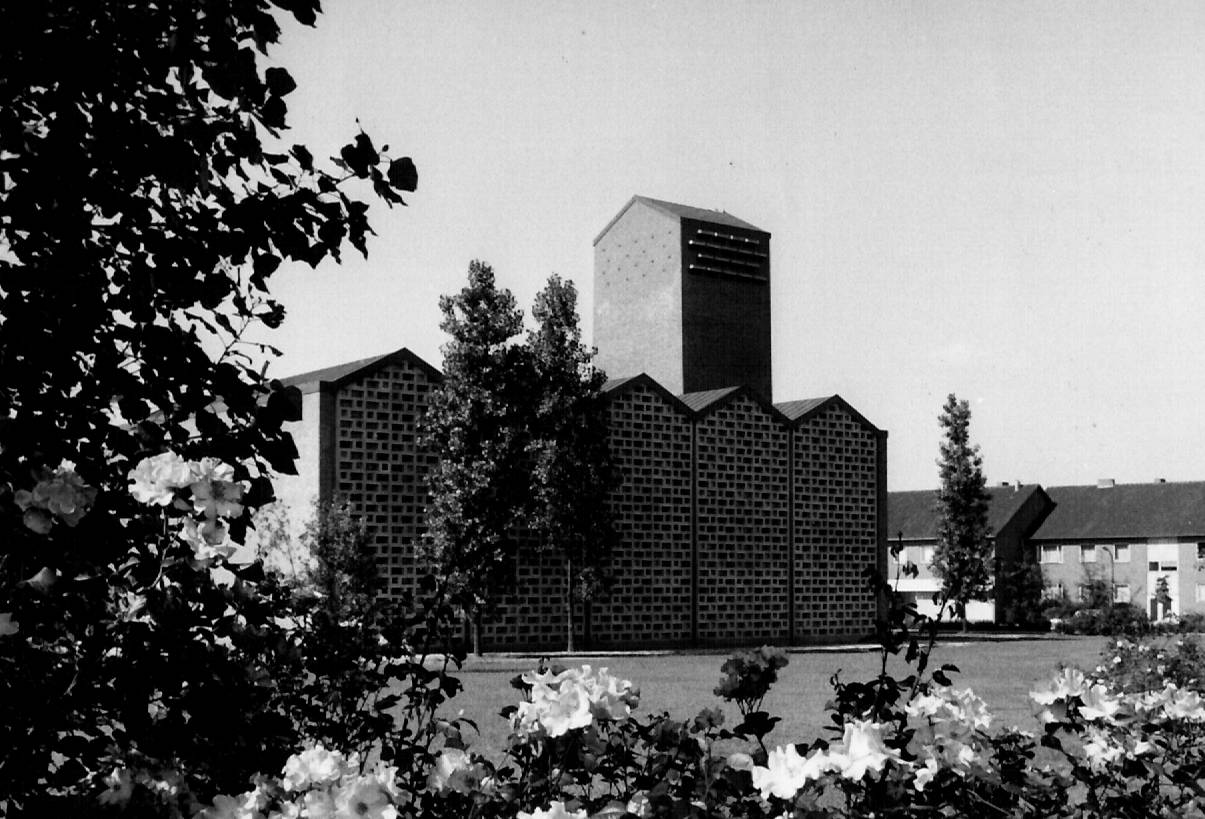
Ansicht von Nordwesten (1959)

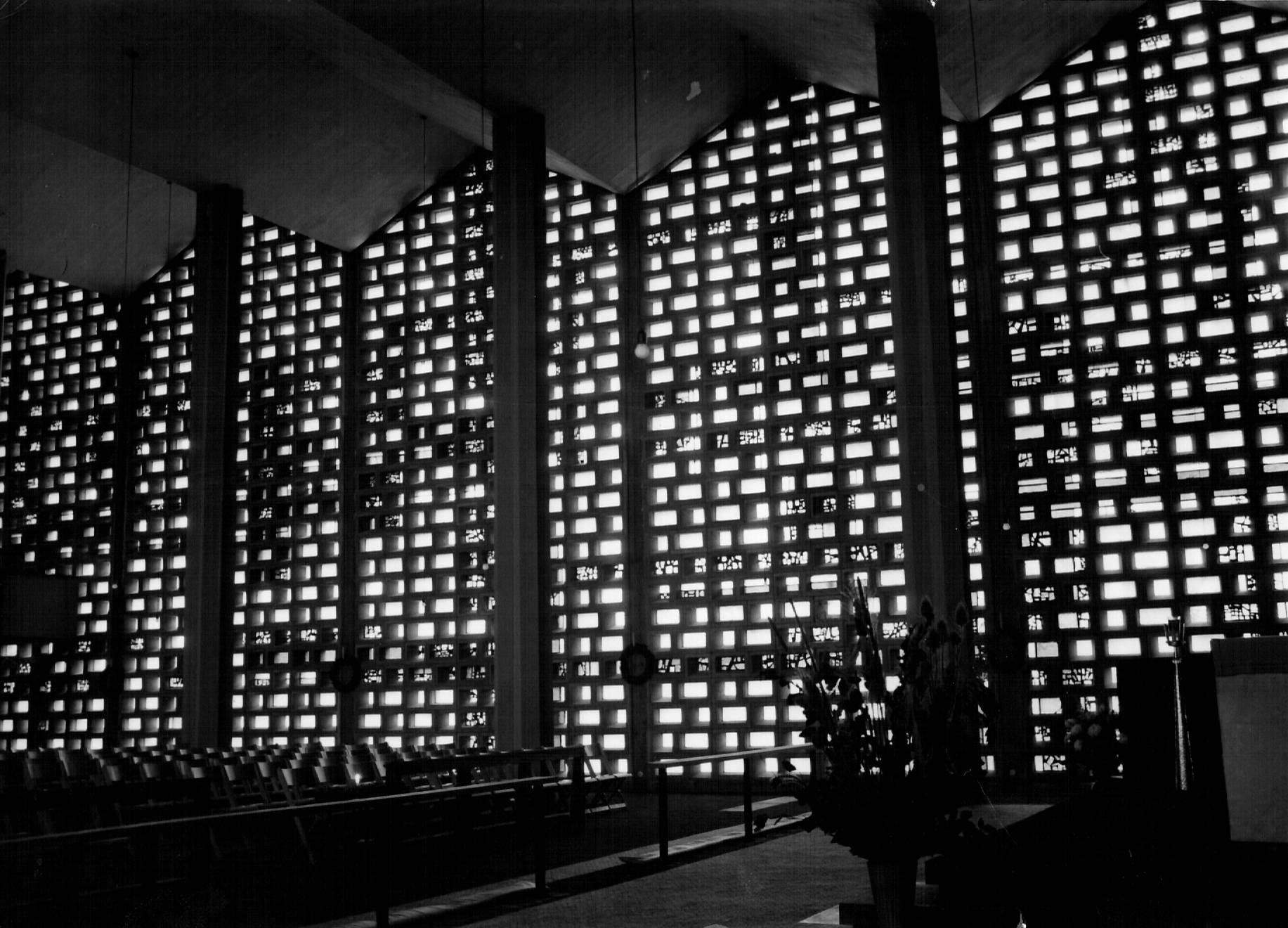
Innenraum (1959)

Das städtebauliche Konzept Bartmanns sah eine Gliederung des Grundstücks in vier ineinander übergehende Bereiche für die geforderten Nutzungen vor. Die Kirche sollte frei im nordwestlichen Bereich stehen, von der nördlich gelegenen Schule nur durch einen Grünanger getrennt.
Die Kirchenplanung selbst folgte in den Grundsätzen dem traditionellen Schema mit einem hohen, geosteten Kirchenschiff und einen asymmetrisch an der Westseite angebauten, kräftigen Turm, der „wie ein Wächter am Eingang der Kirche“ stehen sollte. Das Dach wurde als von unten sichtbare Stahlbeton-Faltkonstruktion ausgeführt. Dadurch ging kein Dachraum verloren, und es wurde eine Gliederung der Traufseiten durch fünf flachgeneigte Giebel von ca. 27 Grad bei gleichzeitiger statischer Optimierung erreicht. Auch der Turm und die anderen Bauten auf dem Grundstück erhielten Dächer mit gleicher Neigung, was zum Zusammenhalt der Gebäudegruppe und ihrer Integration in das ebenfalls durch flachgeneigte Dächer geprägte Wohngebiet beitrug.
Im Detail erfolgte eine konsequent moderne Durcharbeitung, bei der Einflüsse niederländischer und skandinavischer Vorbilder und der von Großbritannien ausgehenden Architekturströmung des Brutalismus spürbar waren. So wurde das Kirchenschiff sehr breit und ohne Chorraum gehalten „damit die Gläubigen möglichst nahe dem Altar sind“. Auch wurde auf traditionelle Lochfassaden verzichtet, sondern die Fassaden waren entweder geschlossene Ziegelsteinflächen (außen naturbelassen, innen weiß geschlämmt) oder komplett diaphane Fensterflächen. Dazu wurden vorgefertigte Betonrahmensteine in verschiedenen Formaten und von Helmut Lander bewusst „herbe“ gestaltete Verglasungen verwendet. Frühere und möglicherweise vorbildgebende Beispiele für solche Fassaden aus Beton-Glas-Elementen gab es in Auguste Perrets 1922–1923 entstandener Èglise Notre-Dame du Raincy und der von Egon Eiermann 1951–1953 entworfenen Pforzheimer Matthäuskirche. Auch die 1957 von Eiermann geplante, aber erst 1963 fertiggestellte Kaiser-Wilhelm-Gedächtnis-Kirche in Berlin erhielt solche Lichtfassaden.
Innen erhielt die Kirche unter anderem ein Triumphkreuz von Heinrich Lückenkötter, einen schlichten Kreuzweg aus 14 hölzernen Figurengruppen und eine Resonatorenorgel mit 36 Registern aus der Werkstatt von Ewald Kienle.

## Kritik und weitere Geschichte
In der Bevölkerung wurde die moderne Architektur der des Gemeindezentrums unterschiedlich aufgenommen. Unter Bezug auf die an eine Shedhalle erinnernde Dachgestaltung wurde von einer „Herz-Jesu-Fabrik“ und „Messen unterm Fabrikdach“ gesprochen, wozu Bartmann bemerkte: „Wenn Menschen ihren Glauben feiern, bedenken sie dabei ihr tägliches Leben.“ Andere kritisierten die „bunt leuchtenden Fenster“ und „Orgelpfeifen, die nur Attrappen sind“.
In der ersten Jahreshälfte 1965 wurde entgegen der ursprünglichen Konzeption eine Apsis mit weiteren, nun aber in warmen Farben gehaltenen Glasfenstern angebaut. 1993 setzte man eine Dachlaterne über der Altarinsel ein, die mehr Licht in den Innenraum brachte, aber auch zu Wasserschäden führte. Gleichzeitig wurde die Apsis durch eine – vielfach umstrittene – weiße Wand vom übrigen Kirchenraum getrennt. 2001 wurde diese Trennwand durch drei Öffnungen wieder unterbrochen.

## Fusion, Profanierung und Abbruch
2008 erfolgte eine Vereinigung der Bocholter Kirchengemeinden Herz-Jesu, Heilig Kreuz und Liebfrauen. Im Herbst 2018 teilte der Pfarrer der Liebfrauengemeinde, Rafael van Straelen, die Entscheidung der Kirchengemeinde mit, das 60 Jahre alte Kirchengebäude aufzugeben. Das Grundstück soll an die Omega-Hospizstiftung Bocholt verkauft werden, die dort ein Hospiz (Edith-Stein-Haus) bauen wird. Am 22. September 2019 wurde in der nunmehrigen Filialkirche Herz-Jesu die letzte heilige Messe gefeiert und das Gotteshaus im Anschluss daran profaniert. Im November 2020 wurde die Kirche restlos abgebrochen.